# Dendrobium revolutum
Dendrobium revolutum är en orkidéart som beskrevs av John Lindley. Dendrobium revolutum ingår i släktet Dendrobium, och familjen orkidéer. Inga underarter finns listade i Catalogue of Life.